# Papiers nickelés
Papiers nickelés est une revue trimestrielle consacrée au patrimoine de l'illustration et de la bande dessinée (surtout francophone). Publiée depuis janvier 2004, elle est éditée par le Centre International de l'imagerie populaire (CIP), association parisienne présidée par Yves Frémion.